# أليكس ليس
أليكس ليس (14 أبريل 1993 في المملكة المتحدة - ) (بالإنجليزية: Alex Lees) هو لاعب كريكت بريطاني. لعب مع نادي مقاطعة يوركشاير للكريكت ‏ ونادي مارليبون للكريكت ‏.

## وصلات خارجية
- أليكس ليس على موقع إي آس بي آن كريك إنفو (الإنجليزية)